# 杨夔
楊夔（?—?），字號不詳。唐朝詩人。
曾在田頵幕下，有文才，当时争传其文。田頵與杨行密抗衡，杨夔知田頵必敗，著《溺賦》來谏諷他。田頵不用能，終致覆滅。餘事不詳。有文集五卷、《冗書》十卷，皆佚。